# Bonamia roughleyi
Bonamia roughleyi е вид едноклетъчен паразит от семейство Haplosporidiidae. Среща се по бреговете на Нов Южен Уелс в Австралия.

## Екология
Води паразитен начин на живот най-често в стридите от вида Saccostrea glomerata. Способен е да повлиява имунния отговор на гостоприемника като го модифицира. Стимулира собствената си фагоцитоза. Последната обаче не води до унищожаването на Bonamia roughleyi, която продължава да се размножава в гостоприемника и в крайна сметка се освобождават в околната среда. Довежда до масово лизиране на гостоприемниковите клетки и съответно води до смъртта на гостоприемника.